# Canton de Caen-3
Le canton de Caen-3 est une division administrative française située dans le département du Calvados et la région Normandie.
À la suite du redécoupage cantonal de 2014, les limites territoriales du canton sont remaniées.

## Géographie
Ce canton est organisé autour de Caen dans l'arrondissement de Caen.

## Histoire
Création de Caen-III le 2 août 1973 : Le canton de Caen-III comprend les communes de Saint-Contest et d'Epron  ainsi qu'une portion du territoire de la ville de Caen.
Un nouveau découpage territorial du Calvados entre en vigueur en mars 2015, défini par le décret du 17 février 2014, en application des lois du 17 mai 2013 (loi organique 2013-402 et loi 2013-403). Les conseillers départementaux sont, à compter de ces élections, élus au scrutin majoritaire binominal mixte. Les électeurs de chaque canton élisent au Conseil départemental, nouvelle appellation du Conseil général, deux membres de sexe différent, qui se présentent en binôme de candidats. Les conseillers départementaux sont élus pour 6 ans au scrutin binominal majoritaire à deux tours, l'accès au second tour nécessitant 12,5 % des inscrits au 1er tour. En outre la totalité des conseillers départementaux est renouvelée. Ce nouveau mode de scrutin nécessite un redécoupage des cantons dont le nombre est divisé par deux avec arrondi à l'unité impaire supérieure si ce nombre n'est pas entier impair, assorti de conditions de seuils minimaux. Dans le Calvados, le nombre de cantons passe ainsi de 49 à 25.

## Représentation

### Représentation de 1973 à 1982
| Période | Période | Identité      | Étiquette | Qualité                                                                               |
| ------- | ------- | ------------- | --------- | ------------------------------------------------------------------------------------- |
| 1973    | 1982    | André Paysant | PS        | Enseignant en finances publiques à l'université de Caen, conseiller municipal de Caen |

### Représentation de 1982 à 2015
| Période | Période | Identité                  | Étiquette | Qualité |
| ------- | ------- | ------------------------- | --------- | --- |
| 1982    | 1985    | Louis Mexandeau           | PS        | Professeur agrégé, député (1973-1981 et 1986-2002), conseiller municipal de Caen (1983-2008), ministre (1981-1986), ancien conseiller général du canton de Caen-2, élu en 1985 dans le canton de Caen-5 |
| 1985    | 1998    | François Solignac-Lecomte | DVD       | Directeur de la chambre d'agriculture de Normandie puis du Calvados, adjoint au maire de Caen |
| 1998    | 2011    | Jean Notari               | PS        | Médecin radiologue, adjoint au maire de Caen |
| 2011    | 2015    | Sonia de La Provôté       | NC-UDI    | Médecin du travail, première adjointe au maire de Caen Élue en 2015 dans le canton de Caen-2 |

### Représentation après 2015
| Période élective | Période élective | Mandat | Mandat   | Identité        | Nuance | Nuance | Qualité                                                                |
| ---------------- | ---------------- | ------ | -------- | --------------- | ------ | ------ | ---------------------------------------------------------------------- |
| 2015             | 2021             | 2015   | 2021     | Salyha Achouchi |        | PS     | Juriste                                                                |
| 2015             | 2021             | 2015   | 2021     | Antoine Casini  |        | PS     | Assistant parlementaire, ancien conseiller général du canton de Caen-4 |
| 2021             | 2028             | 2021   | en cours | Salyha Achouchi |        | PS     | Juriste                                                                |
| 2021             | 2028             | 2021   | en cours | Antoine Casini  |        | PS     | Chef d'entreprise dans l'économie verte                                |

### Résultats détaillés

#### Élections de mars 2015
À l'issue du premier tour des élections départementales de 2015, deux binômes sont en ballottage : Salyha Achouchi et Antoine Casini (Union de la Gauche, 36,2 %) et Amandine Francois et Patrice Michard (Union de la Droite, 33,51 %). Le taux de participation est de 50,36 % (6 515 votants sur 12 938 inscrits) contre 51,43 % au niveau départemental et 50,17 % au niveau national.
Au second tour, Salyha Achouchi et Antoine Casini (Union de la Gauche) sont élus avec 53,41 % des suffrages exprimés et un taux de participation de 49,44 % (3 200 voix pour 6 397 votants et 12 938 inscrits).

#### Élections de juin 2021
Le premier tour des élections départementales de 2021 est marqué par un très faible taux de participation (33,26 % au niveau national). Dans le canton de Caen-3, ce taux de participation est de 33,96 % (4 000 votants sur 11 780 inscrits) contre 34,31 % au niveau départemental. À l'issue de ce premier tour, deux binômes sont en ballottage : Salyha Achouchi et Antoine Casini (PS, 57,66 %) et Pascal Pimont et Anne Raffin (Union au centre et à droite, 42,34 %).
Le second tour des élections est marqué une nouvelle fois par une abstention massive équivalente au premier tour. Les taux de participation sont de 34,3 % au niveau national, 34,65 % dans le département et 35,43 % dans le canton de Caen-3. Salyha Achouchi et Antoine Casini (PS) sont élus avec 58,44 % des suffrages exprimés (2 341 voix pour 4 174 votants et 11 780 inscrits),,.

## Composition

### Composition de 1973 à 1982
Le canton de Caen-III comprenait les communes de Saint-Contest et d'Épron ainsi qu'une portion du territoire de la ville de Caen.

### Composition de 1982 à 2015

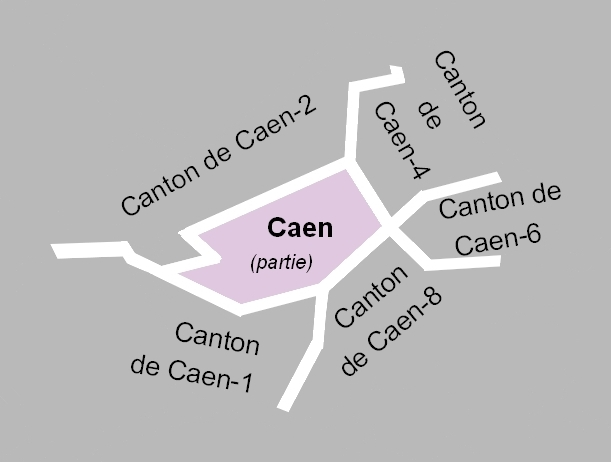
La carte de localisation de l'ancien canton. Les cantons limitrophes étaient ceux de Caen-2, de Caen-4, de Caen-6, de Caen-8 et de Caen-1.

Le canton de Caen-3 comptait 18 847 habitants en 2012 (population municipale) et se composait d'une fraction de la commune de Caen.
Les quartiers de Caen compris dans ce canton étaient ceux de Hastings (bureau de vote 5), de Bosnières (bureau 6), d'Authie-Sud (bureau 7) et de Saint-Paul (bureau 10). Le canton se situait au centre-ouest du territoire communal. Son territoire était officiellement déterminé par « l'axe des voies suivantes : au nord, boulevard périphérique, chemin départemental no 126 de Caen à Rosel, avenue R[obert]-Schuman, rue du Chemin-Vert, rue des Treize-Acres, rue d'Authie, rue de la Hague, rue de Beaulieu, chemin des Poissonniers, rue de la Cité-du-Pot-d'Étain, rue des Mazurettes, rue Deslongchamps, rue du Général-Moulin, rue Savorgna-de-Brazza, chemin vicinal no 4, rue du Général-Moulin ; à l'ouest, les limites de la commune ; au sud, […] intersection des rues suivantes : chemin rural no 2 de Bretteville-sur-Odon à la Maladrerie, intersection de la rue Paul Déroulède avec l'avenue Charlemagne, chemin des Brébeufs [et] chemin des coutures, boulevard André-Detolle, rue Auguste-Nicolas, rue de la Haie-Vigné, rue Damozanne, rue du Clos-Caillet, rue de Bayeux (jusqu'à la place des Anciennes-Boucheries), rue Saint-Martin (jusqu'à la place Saint-Martin) ; à l'est fossés Saint-Julien, rue Gémare, rue Calibourg, remparts ouest du château, esplanade de la Paix (partie ouest), rue du Magasin-à-Poudre, avenue de Courseulles (jusqu'au boulevard périhérique) ».
À la suite du redécoupage des cantons pour 2015, le sud du canton est rattaché au canton de Caen-1, le nord à celui de Caen-2.

### Composition à partir de 2015
Le canton de Caen-3 comprend une commune entière et une fraction de la commune de Caen :
| Nom                          | Code Insee | Intercommunalité | Superficie (km2) | Population (dernière pop. légale)                 | Densité (hab./km2) | Modifier                                    |
| ---------------------------- | ---------- | ---------------- | ---------------- | ------------------------------------------------- | ------------------ | ------------------------------------------- |
| Caen (bureau centralisateur) | 14118      | CU Caen la Mer   | 25,70            | Fraction : 26 126 (2022) Commune : 108 398 (2022) | 4 218              | modifier les données · modifier les données |
| Épron                        | 14242      | CU Caen la Mer   | 1,42             | 1 883 (2022)                                      | 1 326              | modifier les données · modifier les données |
| Canton de Caen-3             | 1407       |                  |                  | 28 009 (2022)                                     |                    | modifier les données                        |

La partie de la commune de Caen intégrée dans le canton est celle située à l'est d'une ligne définie par l'axe des voies et limites suivantes : une ligne droite dans le prolongement de la rue du Chemin-de-Fer de la commune d'Épron jusqu'au boulevard Jean-Moulin depuis la limite territoriale de la commune d'Epron, boulevard du Maréchal-Juin, avenue de Courseulles, avenue du Maréchal-de-Lattre-de-Tassigny, rue René-Duchez, avenue Jean-Monnet, esplanade Brillaud-de-Laujardière, avenue de Courseulles, rue du Magasin-à-Poudre, esplanade de la Paix, rue Léon-Lecornu, rue du Vaugueux, avenue de la Libération, boulevard des Alliés, rue Basse jusqu'à la limite territoriale de la commune d'Hérouville-Saint-Clair.

## Démographie

### Démographie avant 2015
| 1975 | 1982 | 1990   | 1999   | 2006   | 2011   | 2012   |
| ---- | ---- | ------ | ------ | ------ | ------ | ------ |
| -    | -    | 18 281 | 19 052 | 19 118 | 18 651 | 18 847 |

### Démographie depuis 2015
En 2022, le canton comptait 28 009 habitants, en évolution de +6,13 % par rapport à 2016 (Calvados : +1,58 %, France hors Mayotte : +2,11 %).
| 2013   | 2018   | 2022   |
| ------ | ------ | ------ |
| 27 060 | 26 086 | 28 009 |